# Кирлогань (Вилча)
Кирлогань, Кирлогані (рум. Cârlogani) — село у повіті Вилча в Румунії. Адміністративно підпорядковане місту Белчешть.
Село розташоване на відстані 174 км на захід від Бухареста, 58 км на південний захід від Римніку-Вилчі, 40 км на північ від Крайови.

## Населення
За даними перепису населення 2002 року у селі проживали 353 особи, з них 351 особа (99,4%) румунів. Рідною мовою 351 особа (99,4%) назвала румунську.